# سوییچ تغییر جهان
سوییچ تغییر جهان (کره‌ای: 스위치 – 세상을 바꿔라) یک مجموعهٔ تلویزیونی کره جنوبی سال ۲۰۱۸ با بازی جانگ گیون سوک و هان یه-ری است. این مجموعه از ۲۸ مارس تا ۱۷ مه ۲۰۱۸، روزهای چهارشنبه و پنجشنبه ساعت ۲۲:۰۰ (کی‌اس‌تی) از اس‌بی‌اس برای ۳۲ قسمت پخش شد.

## خلاصه داستان
این مجموعه وضعیت مبهم بین قانونی و غیرقانونی را بررسی می‌کند.

## بازیگران

### اصلی
- جانگ گیون سوک در نقش سا دو چان/بک جون سو[۶]
  - چوی سونگ هون در نقش جوانی سا دو چان
- هان یه-ری در نقش اوه ها را